# Canoa/kayak ai Giochi della XVI Olimpiade
Le competizioni della canoa/kayak dei Giochi della XVI Olimpiade si sono svolte i giorni 30 novembre e 1º dicembre 1956  al bacino del lago Wendouree a Ballarat.
Come a Helsinki 1952 si sono disputati nove eventi, otto maschili e uno femminile.

## Programma
| Canoa/kayak ai Giochi della XVI Olimpiade | Canoa/kayak ai Giochi della XVI Olimpiade | Canoa/kayak ai Giochi della XVI Olimpiade | Canoa/kayak ai Giochi della XVI Olimpiade | Canoa/kayak ai Giochi della XVI Olimpiade | Canoa/kayak ai Giochi della XVI Olimpiade | Canoa/kayak ai Giochi della XVI Olimpiade | Canoa/kayak ai Giochi della XVI Olimpiade | Canoa/kayak ai Giochi della XVI Olimpiade | Canoa/kayak ai Giochi della XVI Olimpiade | Canoa/kayak ai Giochi della XVI Olimpiade | Canoa/kayak ai Giochi della XVI Olimpiade | Canoa/kayak ai Giochi della XVI Olimpiade | Canoa/kayak ai Giochi della XVI Olimpiade | Canoa/kayak ai Giochi della XVI Olimpiade | Canoa/kayak ai Giochi della XVI Olimpiade | Canoa/kayak ai Giochi della XVI Olimpiade | Canoa/kayak ai Giochi della XVI Olimpiade |
| Eventi / Giorni                           | Novembre/Dicembre 1956                    | Novembre/Dicembre 1956                    | Novembre/Dicembre 1956                    | Novembre/Dicembre 1956                    | Novembre/Dicembre 1956                    | Novembre/Dicembre 1956                    | Novembre/Dicembre 1956                    | Novembre/Dicembre 1956                    | Novembre/Dicembre 1956                    | Novembre/Dicembre 1956                    | Novembre/Dicembre 1956                    | Novembre/Dicembre 1956                    | Novembre/Dicembre 1956                    | Novembre/Dicembre 1956                    | Novembre/Dicembre 1956                    | Novembre/Dicembre 1956                    | Novembre/Dicembre 1956                    |
| Eventi / Giorni                           | 22                                        | 23                                        | 24                                        | 25                                        | 26                                        | 27                                        | 28                                        | 29                                        | 30                                        | 1                                         | 2                                         | 3                                         | 4                                         | 5                                         | 6                                         | 7                                         |                                           |
| ----------------------------------------- | ----------------------------------------- | ----------------------------------------- | ----------------------------------------- | ----------------------------------------- | ----------------------------------------- | ----------------------------------------- | ----------------------------------------- | ----------------------------------------- | ----------------------------------------- | ----------------------------------------- | ----------------------------------------- | ----------------------------------------- | ----------------------------------------- | ----------------------------------------- | ----------------------------------------- | ----------------------------------------- | ----------------------------------------- |
| C1 1000 m                                 |                                           |                                           |                                           |                                           |                                           |                                           |                                           |                                           |                                           | Finale                                    |                                           |                                           |                                           |                                           |                                           |                                           |                                           |
| C2 1000 m                                 |                                           |                                           |                                           |                                           |                                           |                                           |                                           |                                           |                                           | Finale                                    |                                           |                                           |                                           |                                           |                                           |                                           |                                           |
| C1 10000 m                                |                                           |                                           |                                           |                                           |                                           |                                           |                                           |                                           | Finale                                    |                                           |                                           |                                           |                                           |                                           |                                           |                                           |                                           |
| C2 10000 m                                |                                           |                                           |                                           |                                           |                                           |                                           |                                           |                                           | Finale                                    |                                           |                                           |                                           |                                           |                                           |                                           |                                           |                                           |
| K1 1000 m                                 |                                           |                                           |                                           |                                           |                                           |                                           |                                           |                                           |                                           | Finale                                    |                                           |                                           |                                           |                                           |                                           |                                           |                                           |
| K2 1000 m                                 |                                           |                                           |                                           |                                           |                                           |                                           |                                           |                                           |                                           | Finale                                    |                                           |                                           |                                           |                                           |                                           |                                           |                                           |
| K1 10000 m                                |                                           |                                           |                                           |                                           |                                           |                                           |                                           |                                           | Finale                                    |                                           |                                           |                                           |                                           |                                           |                                           |                                           |                                           |
| K2 10000 m                                |                                           |                                           |                                           |                                           |                                           |                                           |                                           |                                           | Finale                                    |                                           |                                           |                                           |                                           |                                           |                                           |                                           |                                           |
| K1 500 m femminile                        |                                           |                                           |                                           |                                           |                                           |                                           |                                           |                                           |                                           | Finale                                    |                                           |                                           |                                           |                                           |                                           |                                           |                                           |

## Podi
| Evento                    | Oro                                          | Perform. | Argento                                            | Perform. | Bronzo                                     | Perform. |
| Gare maschili             |                                              |          |                                                    |          |                                            |          |
| C1 1000 metri (dettagli)  | Leon Rotman                                  | 5'05"3   | István Hernek                                      | 5'06"2   | Gennady Bukharin                           | 5'12"7   |
| C2 1000 metri (dettagli)  | Romania Alexe Dumitru Simion Ismailciuc      | 4'47"4   | Unione Sovietica Pavel Charin Gracian Botev        | 4'48"6   | Ungheria Károly Wieland Ferenc Mohácsi     | 4'54"3   |
| C1 10000 metri (dettagli) | Leon Rotman                                  | 56'41"0  | János Parti                                        | 57'11"0  | Gennady Bukharin                           | 57'14"5  |
| C2 10000 metri (dettagli) | Unione Sovietica Pavel Charin Gracian Botev  | 54'02"4  | Francia Georges Dransart Marcel Renaud             | 54'48"3  | Ungheria Imre Farkas József Hunics         | 55'15"6  |
| K1 1000 metri (dettagli)  | Gert Fredriksson                             | 4'12"8   | Igor Pisarev                                       | 4'15"3   | Lajos Kiss                                 | 4'16"2   |
| K2 1000 metri (dettagli)  | Germania Michel Scheuer Meinrad Miltenberger | 3'49"6   | Unione Sovietica Mihhail Kaaleste Anatoly Demitkov | 3'51"4   | Austria Maximilian Raub Herbert Wiedermann | 3'55"8   |
| K1 10000 metri (dettagli) | Gert Fredriksson                             | 47'43"4  | Ferenc Hatlaczky                                   | 47'53"3  | Michel Scheuer                             | 48'00"3  |
| K2 10000 metri (dettagli) | Ungheria János Urányi László Fábián          | 43'37"0  | Germania Fritz Briel Theo Kleine                   | 43'40"6  | Australia Dennis Green Walter Brown        | 43'43"2  |
| Gare femminili            |                                              |          |                                                    |          |                                            |          |
| K1 500 metri (dettagli)   | Elizaveta Dement'eva                         | 2'18"9   | Therese Zenz                                       | 2'19"6   | Tove Søby                                  | 2'22"3   |

## Medagliere
| Posizione | Paese            |   |   |   | Totale |
| --------- | ---------------- | - | - | - | ------ |
| 1         | Romania          | 3 | 0 | 0 | 3      |
| 2         | Unione Sovietica | 2 | 3 | 2 | 7      |
| 3         | Svezia           | 2 | 0 | 0 | 2      |
| 4         | Ungheria         | 1 | 3 | 3 | 7      |
| 5         | Germania         | 1 | 2 | 1 | 4      |
| 6         | Francia          | 0 | 1 | 0 | 1      |
| 7         | Danimarca        | 0 | 0 | 1 | 1      |
| 7         | Austria          | 0 | 0 | 1 | 1      |
| 7         | Australia        | 0 | 0 | 1 | 1      |
| Totale    | Totale           | 9 | 9 | 9 | 27     |